# XSc (Inschrift)
XSc ist die Abkürzung einer Inschrift von Xerxes I. (X). Sie wurde in Susa (S) entdeckt und von der Wissenschaft mit einem Index (c) versehen. Die Inschrift liegt fragmentarisch in altpersischer Sprache vor.

## Inhalt
„§1. Ich (bin) Xerxes, der große König, König der Könige, König der Länder, des Dareios, des Königs, Sohn, ein Achaimenide.
§2. Es kündet Xerxes, der König: Diesen Palast habe ich errichtet, nachdem ich König geworden war; dies erbitte ich als Gunst von Ahuramazda; mich soll Ahuramazda schützen zusammen mit den Göttern und mein Reich und, was von mir geschaffen (worden ist).“

## Beschreibung
Die Inschrift XSc ist fragmentarisch in fünf Zeilen auf einer Marmortafel überliefert. Von der altpersischen Inschrift ist nur etwa ein Zehntel erhalten. Wilhelm Brandenstein wies die Inschrift 1932 aufgrund der Formulierung  am Schluss des Gebets Xerxes I. zu.  Dieser Absatz ist nach Aussage von Rüdiger Schmitt „ganz unverbindlich“ und selbst die Zuweisung an Xerxes I. ist „letztlich ungesichert“. Der Aufenthaltsort der Marmortafel ist unbekannt.